# Eotriticites
Eotriticites es un género de foraminífero bentónico considerado un sinónimo posterior de Montiparus de la subfamilia Schwagerininae, de la familia Schwagerinidae, de la superfamilia Fusulinoidea, del suborden Fusulinina y del orden Fusulinida. Su especie tipo era Fusulina montipara. Su rango cronoestratigráfico abarcaba el Moscoviense (Carbonífero superior).

## Discusión
Clasificaciones más recientes incluirían Eotriticites en la superfamilia Schwagerinoidea, y en la subclase Fusulinana de la clase Fusulinata.

## Clasificación
Eotriticites incluía a las siguientes especies:
- Eotriticites gigantea †
- Eotriticites montipara †
- Eotriticites nautia †